# Astronomija u 2023.
◄◄ | ◄ | 2020. | 2021. | 2022. | 2023.  | 2024. | 2025. | 2026. | ► | ►►
Arhitektura • Astronautika • Astronomija • Biologija • Film • Fotografija • Glazba • Kazalište • Kemija • Kiparstvo • Knjige • Književnost • Kršćanstvo • Meteorologija • Medicina • Planinarstvo • Politika • Pravo • Promet • Slikarstvo • Strip • Šport • Televizija • Znanost • Zrakoplovstvo • Željeznički promet
Astronomija u 2023.

## Astronomske pojave
- 20. travnja − hibridna pomrčina Sunca[1] (JZ Azija, Indija, Australija, Filipini. Novi Zeland)
- 14. listopada − prstenasta pomrčina Sunca[1] (Sjeverna, Srednja i Južna Amerika)

## Vanjske poveznice
|  | Zajednički poslužitelj ima još gradiva o temi Astronomija u 2023. |